# Скараборг
Ска́раборг (швед. Skaraborgs län) — бывший лен Швеции, просуществовавший до 31 декабря 1997 года, когда он был объединён с ленами Гётеборг-Бохус и Эльвсборг в нынешний лен Вестра-Гёталанд (коммуны Хабо и Мулльшё отошли к лену Йёнчёпинг по результатам местных референдумов). 
Центром лена являлся город Мариестад. Лен располагался между крупнейшими шведскими озерами Венерн и Веттерн и занимал северо-восточную часть исторической провинции Вестергётланд, но также включал небольшую часть провинции Вермланд.